# Il tempio di Horus
Il tempio di Horus (The Horus Killings) è un romanzo di Paul Doherty del 1999, uscito in Italia nel 2000.

## Trama
Al divino tempio di Horus, il dio falco, il popolo è riunito per celebrare il trionfo di Hatusu, vedova del Faraone Thutmosi II, la quale ha sconfitto Mitanni in battaglia. Hatusu è determinata a farsi accettare dall'Egitto come il primo Faraone donna, ma le serve il favore degli dei. E quando una serie di omicidi avviene proprio nel Tempio di Horus, i sacerdoti la interpretano come un segno negativo degli dei nei confronti di Hatusu. Soltanto un uomo, Amerotke, giudice rispettato, avrà il coraggio e l'abilità di trovare il colpevole in mezzo agli intrighi che circondano quelle morti...

## Personaggi
- Amerotke: protagonista del libro e della serie. Giudice severo ma onesto, oltre che astuto e coraggioso.
- Hatusu: vedova di Thutmosi II, diverrà il Faraone Hatshepsut.
- Neria: bibliotecario.
- Prem: astronomo.
- Pepy: scriba.
- Hathor: sacerdotessa.
- Sato: uno schiavo.

## Edizioni
- Paul Doherty, Il tempio di Horus, Mantova, Mondadori, 2000,  p. 218.